# Lil Rel Howery
Milton Howery, dit Lil Rel Howery, est un acteur et humoriste américain, né le 17 décembre 1979 à Chicago. 
Il est principalement connu pour ses rôles dans la série The Carmichael Show (sur NBC) et dans le film Get Out.

## Carrière
Lil Rel Howery commence le stand-up dans l'Est de Chicago, dans un club appelé Lion's Den. En janvier 2008, il apparaît dans l'émission Last Comic Standing puis, en 2012, avec cinq autres comédiens, il fait renaître l'émission In Living Color sur la FOX mais l'émission est annulée en 2013.
Lil Rel est aussi un auteur, producteur et acteur régulier de l'émission à sketch Friends of the People sur truTV. En 2015, il commence une collaboration avec Jerrod Carmichael pour sa sitcom The Carmichael Show, où il interprète Bobby Carmichael.
En 2017, il joue un personnage secondaire comique dans le film d'horreur satirique Get Out, écrit et réalisé par Jordan Peele. Ce rôle lui vaut le prix de la meilleure performance comique lors des MTV Movie & TV Awards.

## Filmographie

### Acteur

#### Cinéma
- 2008 : I Used to Love Her : Country (en tant que Lil Rel)
- 2010 : Get a Job : Terry (en tant que Lil Rel)
- 2017 : Get Out : Rod Williams (en tant que Lil Rel Howery)
- 2017 : Mad Families : Ron Ron (en tant que Lil Rel Howery)
- 2018 : Uncle Drew
- 2018 : Bird Box de Susanne Bier : Charlie
- 2018 : Tag : Une règle, zéro limite (Tag) de Jeff Tomsic : Reggie
- 2019 : Good Boys de Gene Stupnitsky : le père de Lucas
- 2019 : Brittany Runs a Marathon de Paul Downs Colaizzo : Demetrius
- 2020 : Clouds de Justin Baldoni : professeur Weaver
- 2020 : Home de Franka Potente : Jayden Johnson
- 2021 : Un papa hors pair (Fatherhood) de Paul Weitz : Jordan
- 2021 : Judas and the Black Messiah de Shaka King : Wayne
- 2021 : Free Guy de Shawn Levy : Buddy
- 2021 : Nos pires amis (Vacation Friends) : Marcus Parker
- 2021 : National Champions de Ric Roman Waugh : le coach Ronnie Dunn
- 2021 : Bad Trip : Bud Malone
- 2022 : Eaux profondes (Deep Water) d'Adrian Lyne : Grant
- 2023 : La Pat' Patrouille : La Super Patrouille, le film (PAW Patrol: The Mighty Movie) de Cal Brunker : Sam Stringer (voix)
- 2023 : Nos pires amis 2 (Vacation Friends 2) : Marcus Parker
- 2023 : Un Noël pas comme les autres (Dashing Through the Snow ) : Nick
- 2023 : Gangsters par alliance : Tyree
- 2024 : Harold et le Crayon magique de Carlos Saldanha : Moose

#### Courts-métrages
- 2017 : Jay-Z: Moonlight

#### Télévision

##### Séries télévisées
- 2007 : The Bad Boys of Comedy : Lui-même - Comedian
- 2008 : Baisden After Dark : Lui-même
- 2010 : Russell Simmons Presents: Stand-Up at the El Rey : Lui-même - Comedian
- 2012 : BET's Comicview : Lui-même
- 2012 : Chelsea Lately : Lui-même - Round Table
- 2013 : Brody Stevens: Enjoy It! : Lui-même (en tant que Lil Rel)
- 2013 : Gotham Comedy Live : Lui-même - Comedian
- 2013 : The Arsenio Hall Show : Lui-même - Invité
- 2013 : The Half Hour : Lui-même
- 2014 : Comedy Underground with Dave Attell : Lui-même
- 2014 : NickMom Night Out : Lui-même - Comedian
- 2014-2015 : Friends of the People : Various / Rel
- 2014-2015 : Lucas Bros Moving Co : Bell / Sub Zero, Bell / The Champ / ...
- 2015 : The Nightly Show with Larry Wilmore : Lui-même - Panelist
- 2015-2017 : Get Your Life : Lui-même
- 2015-2017 : The Carmichael Show : Bobby Carmichael
- 2016 : Acting Out : Lui-même - Présentateur
- 2016 : Apollo Night LA : Lui-même - Celebrity Présentateur / Lui-même - Celebrity Invité Présentateur
- 2016 : Broken : Paulie Tapes
- 2016 : Jeff Ross Presents Roast Battle : Lui-même - Judge
- 2017 : CollegeHumor Originals
- 2017 : Do You Want to See a Dead Body? : LilRel Howery
- 2017 : Drop the Mic : Lui-même
- 2017 : Hollywood Today Live : Lui-même
- 2017 : Insecure : Quentin
- 2017 : Kevin Hart's Cold as Balls : Lui-même - Présentateur (en tant que Lil Rel)
- 2017 : SafeWord : Lui-même
- 2017 : The Late Late Show with James Corden : Lui-même
- 2017 : Wild 'N Out : Lui-même - Team Capitaine

##### Autres
- 2015 : Kevin Hart Presents Lil' Rel: RELevent
- 2017 : BET Experience: Celebrity Basketball Game : lui-même
- 2017 : MTV Movie and TV Awards 2017 Pre-Show : lui-même - présentateur

### Producteur
- 2014 : Friends of the People (série télévisée)

### Scénariste

#### Séries télévisées
- 2007 : The Bad Boys of Comedy
- 2014 : Friends of the People

#### Autres
- 2015 : Kevin Hart Presents Lil' Rel: RELevent

## Distinctions

### Récompenses
- MTV Movie & TV Awards 2018 : meilleure performance comique pour Get Out
- CinemaCon Awards 2018 : révélation de l'année

### Nominations
- MTV Movie & TV Awards 2018 : meilleur duo avec Daniel Kaluuya pour Get Out
- Black Reel Awards 2018 : meilleur second rôle masculin dans un film et meilleure révélation masculine pour Get Out
- Image Awards 2018 : meilleur second rôle masculin dans un film pour Get Out